# Simon C. Dik
Simon C. Dik, né à Delden le 6 septembre 1940 et mort à Holysloot le 1er mars 1995 est un linguiste néerlandais, célèbre pour le développement de la théorie de la « grammaire fonctionnelle ».

## Biographie
Il a occupé la chaire de Linguistique générale à l'Université d'Amsterdam de 1969 à 1994.
Pendant 25 ans, il a développé la théorie de la grammaire fonctionnelle, dont il avait posé les fondements dans sa thèse en 1968. La seconde partie de son ouvrage The Theory of Functional Grammar (FG) a été publiée en 1997 à titre posthume.
De son point de vue, la grammaire est conceptualisée comme un instrument d'interaction sociale entre êtres humains, avec pour objectif d'établir des relations communicantes. Il met l'accent particulièrement sur les fonctions de communication et le contexte social du langage, et diffère en ceci des autres approches purement formelles du fait linguistique, comme la grammaire générationnelle de Noam Chomsky.
Sa théorie a reçu d'importants apports de la grammaire systémique fonctionnelle de Michael Halliday, et de Talmy Givon (en).
La FG a été développée par l'éditeur de The Theory of Functional Grammar, Kees Hengeveld, travaux qui ont donné naissance à la Functional Discourse Grammar. Ces théories fonctionnelles sont par certains aspects proches de la théorie de Robert Van Valin, la Role and Reference Grammar.

## Livres
- The Theory of Functional Grammar (Part I: The Structure of the clause), 1989  (ISBN 90-6765-432-9)
- The Theory of Functional Grammar (Part II: Complex and Derived Constructions), 1997  (ISBN 3-11-015404-8) (pt.I);  (ISBN 3-11-015403-X) (pt.I paperback);   (ISBN 3-11-015406-4) (pt. II);   (ISBN 3-11-015405-6) (pt. II paperback)